# ピロピロ
『ピロピロ』は、1993年4月9日から同年9月24日までフジテレビで放送されたバラエティ番組である。放送時間は毎週金曜 1:15 - 1:45（木曜深夜、JST）。

## 概要
『たまにはキンゴロー』、『夜鳴き弁天』と続いた高田文夫率いる関東高田組の出演シリーズ三部作最後の番組。前番組までは月曜深夜1:10 
- 1:40で放送されていたが、当番組は木曜日に放送枠移動した。
この番組が始まる数か月前に松村邦洋がゴールデンアロー賞芸能新人賞を受賞し、芸能人として認知度が高まり始めた事で松村を主役に番組を企画する事になり、当時松村が飲み会などでギャグにしていたピロピロ飲みを番組タイトルとして使う事になった。
深夜番組ではありつつも、当時同局の朝に放送され話題になっていた『ウゴウゴルーガ』の様な子供向け番組風に制作。第4回までは実際に幼児から小学生の子供数人も出演していたが、収録中に泣き出してスタジオから飛び出したりしてしまうため、第5回以降からは子供を出演させない方針になる。
小さい頃に遊んだボール遊びやゲームなどを楽しむ企画が多かったが、浅草キッド（主に玉袋筋太郎）や男同志（コンタキンテ・江頭2:50）などに松村がイジメられる事がほとんどだった。
「思い出して描いてみよう」というお絵かきコーナーでは、水道橋博士が「みんな描いてますか？」と尋ねると松村や江頭が「毎晩かいてますよ!」とお絵かきという意味ではなく自慰行為の「かく」という意味で答えるため、いつもメガホンで突っ込まれていた。
高田文夫は当番組ではメイン出演者ではなく、アドバイザー的な位置で出演し松村のフォローに対応する事がほとんどだった。ただ浅草キッドとの「OJ-KGB」という芸能界（主にお笑い界）の暴露話をするショートコーナーでは、今までテレビ番組では扮装などしてこなかった高田が怪しい取締幹部の様な格好で出演し、水道橋博士から「高田先生、こういう感じで出演するの初なんじゃないですか?」と言われていた。
松村と松島エリースが二人で進行する「OJ（お笑いジャーナル）」というコーナーでは当時同局の水曜夜10時に放送していた『MJ -MUSIC JOURNAL-』の真似であり、セットが低予算風に作られていて、本家MJで流れる電光掲示板的テロップが当番組では紙で作られたロールテロップを江頭が一生懸命手巻きで回してロールを流していた。第1回目に関しては「制作著作 フジテレビ」以外のテロップは全て手書きだった。
第7回で松村とエリースのトーク中に、スタジオを覗きに来ていた生島ヒロシが高田と共に「風まかせ〜バウバウ」と言いながら乱入した。この時エリースに「誰あの人?」と言われ、高田が前番組までレギュラー出演していた「福井謙二」の名を出して嘘を吹き込んだ事があった。
オープニングテーマは番組内で作られた「ピロピロ体操」。第7回から松村が歌う「ピロピロダンス」（作詞：高田文夫・作曲：佐瀬寿一）。エンディングテーマは鈴木結女の「STYLE」（※第3回から）。第1回と第2回は鈴木結女の「強さの意味」。
また番組内で、松村が幼少期に幼稚園で歌っていた「おあつまり（みんなが集まる際に歌っていた曲）」という歌をみんなで歌ったりもした。この歌は高田と松村が『風まかせ 新・諸国漫遊記』に出演し、松村の故郷里帰り企画の際に紹介された。
当番組の演出スタッフは、つきざわけんじ班と片岡K班の2班に分かれていた。2本撮り収録形式のため
、つきざわ班は第1・2・5・6・9・10・13・14・17・18・21・22回を担当、片岡班は第3・4・7・8・11・12・15・16・19・20・23（最終）回を担当と交互に制作していた。

## 主な出演者
- 松村邦洋
- 松島エリース（最終回はナレーションも担当）
- 浅草キッド（水道橋博士・玉袋筋太郎）
- 本田理沙
- 男同志（江頭2:50・コンタキンテ）
- 春風亭柳八（現在の5代目春風亭柳好・数回のみ出演）
- 藤田新（料理人・もみあげしんちゃん）
- 広崎うらん（ピロピロ体操の振付・初期のみ出演）
- 犬山犬子（第9回・第10回）
- 林家ペー（第5回以降）
- 林家パー子（ペーと共にスタジオ収録には毎回来ていたが出演したのは第5回・第6回のみ）
- 高田文夫

## スタッフ
番組内では子供番組を意識して全て「ひらがな」と「カタカナ」のみで表記されていた。
- 企画●鈴木哲夫（フジテレビ）
- 監修●高田文夫
- 構成●松田健次（高田文夫事務所）、ベン村さ来
- 音楽●佐瀬寿一
- 技術 (ＳＷ) ●中川清幸
- カメラ●竹内弘佳（毎週）、湯沢満（毎週）、秋庭秀行、河野敬麿、蛭田英和、山本宏【竹内と湯沢以外は週替り】
- 照明●中村英二（FLT）
- 音声●猪狩敏、野中訓行【週替り】
- 調整 (ＶＥ) ●杉崎敏一、吉田正美、吉本勝弘【週替り】
- 音効●有馬克己（東京サウンド企画　現 スカイウォーカー）／ 成岡知弘（片岡K演出時）【※2週ごとに交代】
- 編集 (ＥＥＤ) ●井戸清（ヴィジュアルベイ）／ TDKビデオセンター 大本隆義 他【※2週ごとに交代】
- ミキサー (ＭＡ) ●宇野雅史（ヴィジュアルベイ）、大江善保（ビームテレビセンター）／ TDKビデオセンター 渡辺究 他【※2週ごとに交代】
- 時間 (ＴＫ) ●水野久美（M&M）
- デザイン●金子隆
- 美術制作●山田茂夫
- 美術進行●中本友恒
- スタイリスト●高尾万寿子（松村担当）
- 技術協力●八峯テレビ、ヴィジュアルベイ[6]（MEN'S演出時）、ビームテレビセンター（MEN'S演出時）、東京サウンド企画（MEN'S演出時）、TDKビデオセンター（片岡K演出時）
- 美術協力●フジアール
- 協力●高田文夫事務所、M&M
- 広報●高橋正秀（フジテレビ・初回～中期）→ 松永佳子（フジテレビ・中期～最終回）
- 制作デスク●鈴木千夏
- ディレクター●つきざわけんじ（第2回まで演出）・今泉みつ子・白井佐智子（以上MEN'S）／ 池田よしひろ（当時 D:COMPLEX）・新原宏【※2週ごとに交代】
- 演出●森本正直（MEN'S・第2回までディレクター）／ 片岡K [7]（当時 D:COMPLEX）【※2週ごとに交代】
- プロデューサー●古賀憲一（日本テレワーク）、石岡茂雄（D:COMPLEX・中期～最終回）
- 制作協力●日本テレワーク、MEN'S（担当回のみ表記）
- 制作著作●フジテレビ